# De buena ley
De buena ley fue un programa de juicios (en inglés court show o judge show) producido por Mediaset España en colaboración de Big Bang Media para su emisión en Telecinco. El formato estaba conducido por Sandra Barneda en la sobremesa del canal; contaba además con la ayuda de Pedro Prieto y Jesús Damián Sánchez, que desempeñaban las funciones de copresentación. Su emisión comenzó el 4 de mayo de 2009 y finalizó el 26 de septiembre de 2014.

## Formato
El formato de court show (espectáculo de juicios) está basado en el programa italiano Forum, que se lleva emitiendo ininterrumpidamente desde 1985 en los canales Canale 5 y Rete 4. Este formato está a su vez basado en el formato americano de court show.
Siguiendo este formato, entre 1993 y 1994 se emitió el programa Veredicto, también en Telecinco, y presentado por Ana Rosa Quintana. Veredicto tenía demandantes y demandados reales en litigios menores, y un juez de verdad ejerciendo de árbitro, dictando sentencias de acuerdo a Derecho (pero no vinculantes) que había creado él mismo después de oír a las partes.
La diferencia principal que tiene el formato de De Buena Ley respecto al formato que utilizado en Forum y en Veredicto es que aquí las partes son realmente actores que representan casos ya juzgados en un tribunal real, con lo cual no se está efectuando ningún arbitraje real. Esta práctica es habitual en los court shows.
En De buena ley, en cada programa se representa un juicio real y reciente, y que ha sido escogido por un bufete de abogados como representativo de lo que suele juzgarse en España. En dicho juicio hay un demandante y un acusado, representados por actores profesionales, y un abogado que representa el papel del juez que dictó la sentencia original. Primero el juez pregunta al demandante que es lo que pide y al acusado sus razones por las que no está de acuerdo. Después el juez se va a deliberar, mientras otros actores profesionales distribuidos entre el público, los mismos cada semana, manifiestan su opinión sobre el caso. Después de un rato discutiendo, el juez regresa, emite el veredicto (que es una adaptación del veredicto que se emitió en su día para el juicio real) y finalmente ofrece un consejo.

## Historia
De buena ley empezó a emitirse el 4 de mayo de 2009 en el horario de sobremesa a las 14:30, reemplazando a El juego del euromillón, y se emite de lunes a viernes, presentado por Sandra Barneda y Alberto Herrera en sus inicios. El 20 de julio del 2010, Alberto Herrera deja el programa siendo sustituido el 21 de julio por Emilio Pineda, el cual no dura demasiado puesto que realiza su última participación en el programa el 29 de diciembre del mismo año, y el presentador Rafa Durán pasa a sustituirle desde el mismo 30 de diciembre. Tras 32 programas, el 24 de febrero del 2011, Rafa también deja el programa siendo sustituido por los modelos Pedro Prieto y Jesús Damián Sánchez. Desde la marcha de Emilio Pineda, Sandra Barneda es la auténtica presentadora dando paso a los testimonios y planteando cuestiones a los polemistas, mientras que los copresentadores, aparecen como simples azafatos que ponen el micro para que el público dé sus opiniones.
El 5 de febrero de 2014, tras la baja audiencia que últimamente cosechaba en esa franja del mediodía, el grupo Mediaset España anunció la posible cancelación del espacio y testó la eficacia de Mujeres y hombres y viceversa en su franja horaria entre el 7 y el 14 de febrero de 2014. Sin embargo, al no funcionar esta estrategia, el formato volvió el 17 de febrero.
Tras cinco años en antena, el 31 de julio de 2014 la cadena Telecinco anunció la cancelación del programa debido al descenso de audiencia en los últimos meses en la franja de sobremesa. El último programa se emitió el 26 de septiembre de 2014.

## Polémicas
El programa genera polémica por usar actores para representar litigios ya celebrados en un juzgado, sin avisar al espectador de que está viendo solo una representación y que los litigantes son actores y los jueces son abogados. La mayor parte de la audiencia lo desconoce, y la cadena, aunque no oculta el hecho, tampoco lo publicita. La cadena planea usar a los litigantes reales en siguientes etapas del programa, pero hasta la fecha siguen utilizando profesionales de la interpretación en sus programas.

## Equipo

### Presentadora
- Sandra Barneda (2009-2014)

### Defensores
- Carmen Carcelén: Abogada.
- Carmen Morodo: Periodista.
- Carmelo Encinas: Periodista.
- Alfonso Merlos: Periodista.
- Elisa Beni: Periodista.
- Esther Jaén: Periodista.
- Montse Suárez: Abogada.
- Jaime González: Periodista.

### Colaboradores
- Mario Rodríguez: opinador.
- Belén Rodríguez: periodista.
- Antonio David . Colaborador
- Arturo Requejo
- Carlos Navarro El yoyas
- Pilar Socorro: periodista y presentadora venezolana de padres españoles.
- Dani Paz: opinador.
- Javier Casas:  opinador.
- Mariano Antonio Pozo: actor de televisión y opinador.
- Marina Martínez De Luis (2009-2014):  actriz de televisión y opinadora.
- Miriam Sánchez (2009-2011):  exactriz porno y exnovia de Pipi Estrada.
- Fran López (2009-2014): opinador.
- Sara Casasnovas (2010-2014): actriz y opinadora.
- Dani Frío (2010-2014): opinador.
- Carmen Lomana
- Oriana Ayala (2010-2014), socióloga.
- Tamara Gorro, extronista de MYHYV.
- Nagore Robles:  colaboradora de MYHYV.
- Kiko Matamoros (2010-2014):  exmanager de Carmina Ordóñez y excuñado de Mar Flores.
- Marián Frías (2011-2014):  psicóloga.
- Mara Fernández (2011-2014):  opinadora.
- Paola Santoni (2011-2014):  hija de Espartaco Santoni.
- Nacho Montes (2011-2014):  periodista del corazón.
- Sonia Monroy (2011-2014):  cantante, actriz y 4.ª finalista de Supervivientes.
- Luis Lorenzo Crespo (2012-2014): actor
- Ángela Portero (2013-2014): periodista, escritora y colaboradora de Sálvame.
- Alessandro Lequio: Colaborador.
- Marta López: Colaboradora.

### Copresentadores
- Alberto Herrera (2009-2010)
- Emilio Pineda (2010)
- Rafa Durán (2010-2011)
- Pedro Prieto (2011-2014)
- Jesús Damián Sánchez (2011-2014)

### Letrados
Son letrados (normalmente abogados) que representan el papel del juez original. No se les debería llamar árbitros ya que el litigio es solo una actuación y no hay ningún arbitraje firmado por nadie.
- Gustavo Larraz, desde el inicio del programa. Abogado, famoso por combatir negligencias médicas y por ser el padre de Vicky Larraz.[2][6]
- Isabel Winkels. Letrado.[6]
- Javier de Lózar. Desde julio de 2009. Abogado, miembro de la Asociación Europea de Arbitraje.[7]
- Emilia Zaballos. Letrado[6]
- Aitor Canales. Letrado.[6]
- Darío Jurado. Letrado.[6]
- Paloma Zorrilla. Abogada y tertuliana.[6]